# Siegel Wyomings
Das große Siegel des US-Bundesstaates Wyoming wurde durch das zweite Parlament 1893 des Bundesstaates eingeführt und durch das 16. Parlament 1921 überarbeitet.

## Beschreibung
Im Zentrum des inneren Rings des Siegels steht eine Frau mit einem Stab in der rechten Hand. An diesem Stab ist ein Banner mit dem Staatsmotto befestigt:
„Equal Rights“
(Gleichberechtigung)
Wyoming war einer der Bundesstaaten, welcher gleiche Rechte für Männer und Frauen noch im 19. Jahrhundert forderte.
Sowohl links als auch rechts der Frau steht eine Säule, die mit Bannern geschmückt sind. Diese Banner sind mit den Grundlagen der Wirtschaft Wyomings beschriftet: links oben steht Vieh („livestock“), links unten Getreide („grain“), rechts oben Minen („mines“) sowie rechts unten Erdöl („oil“). Beide Säulen tragen eine brennende Lampe, welche das Licht des Wissens symbolisieren soll.
Im Vordergrund befindet sich ein Schild mit Streifen, der Zahl 44 und einem Stern. Die Zahl 44 bezieht sich darauf, dass Wyoming der 44. Bundesstaat der USA wurde. Über dem Schild befindet sich ein Adler.
Auf beiden Seiten des Schildes befinden sich Jahreszahlen. Zum einen das Jahr 1869, in welchem das Wyoming-Territorium gegründet wurde, und zum anderen das Jahr 1890, in dem Wyoming zum Bundesstaat wurde.
Schildhalter sind ein Minenarbeiter auf der rechten Seite und ein Landwirt auf der linken.

Flagge Wyomings

Auf dem äußeren Ring des Siegels steht die englische Inschrift:
„Great Seal of the State of Wyoming“
(Großes Siegel des Staates Wyoming)
Das Siegel befindet sich auch auf dem Büffelkörper in der Flagge Wyomings.